# Ebermayerschule
Die „Privat-Schule Ebermayer“ (so nannte sie sich 1933 im Zeugnis) wurde 1898 in München, Schraudolphstraße 15, von Ernestine Ebermayer (* 26. März 1861 in Aschaffenburg; † unbekannt) gegründet. Bei einer durchschnittlichen Klassenstärke von 20 bis 25 Kindern haben in den 41 Jahren des Bestehens der Schule etwa 900 bis 1000 Jungen und Mädchen verschiedener Konfessionen diese vierklassige Schule durchlaufen. Wenn auch zu Beginn meist nur Eltern adeliger oder sehr begüterter Familien um Aufnahme ihrer Kinder gebeten hatten, wurde diese Schule in den weiteren Jahren vor allem dadurch bekannt, dass dort „hochdeutsch“ und nicht wie an den städtischen Volksschulen „münchnerisch oder bayrisch“ gesprochen wurde. Das Schulgeld betrug 20 Reichsmark (Geschwister 18 RM).

## Familie
Ernestine Ebermayers Vater war der Münchner Universitätsprofessor Ernst Ebermayer, ein Stiefbruder des Senatspräsidenten Ludwig Ebermayer. Der Schriftsteller Erich Ebermayer, ein Sohn des Senatspräsidenten, war ein Cousin von Ernestine und ihren Schwestern Ottilie und Frieda, obwohl er sie in seinen Erinnerungen als seine „Tanten“ bezeichnete, bei denen er als Student in München gewohnt hatte.

## Geschichte
Mit Schreiben vom 1. Juli 1897 an die königliche Lokalschulkommission in München hatte Ernestine Ebermayer um die Erlaubnis gebeten, eine Privatschule gründen zu dürfen. Seit Herbst 1895 gebe sie acht Kindern Privatunterricht. Nach Erhalt eines ablehnenden Bescheids bat sie erneut um eine Erlaubnis mit dem Hinweis, ihr Vater verpflichte sich, „die erforderlichen Geldmittel zur Verfügung zu stellen“. Mit Schreiben vom 20. August 1897 lehnte die Lokalschulkommission erneut ab mit der Begründung: „Für die in Frage kommende Schule fehlt jegliches Bedürfnis.“
Ein dritter oder vierter Antrag von Ernestine Ebermayer wurde positiv entschieden mit Bescheid des Regierungsbezirkes Oberbayern, Kammer des  Inneren vom 15. September 1897. Ernestine Ebermayer hatte sich in ihren Schreiben auf den Wunsch von Eltern ihrer Privatschüler berufen. Zunächst gab es nur eine Genehmigung für Kinder, die aufgrund eines ärztlichen Attestes keine Volksschule besuchen sollten, z. B. für Bluter, die bei dem üblichen Pausenhofgerangel zu leicht verletzt werden könnten.
Mit Schreiben vom 20. Mai 1898 an den Magistrat der kgl. Haupt- und Residenzstadt München zeigte die jetzt 37-Jährige an, im September ihre Privatschule zu beginnen, und zwar im Parterre des Hauses Schraudolphstraße 15.
Im Münchner Stadtarchiv befinden sich vier Mappen mit den Signaturen 1268/1-4. Sie enden mit dem Jahr 1924. Spätere Akten sind nicht mehr vorhanden. Die Loseblattsammlung Schulamt 1268/2 beim Münchner Stadtarchiv enthält Angaben von 1901 bis 1910 über neue Schüler, solchen mit ärztlichen Attesten, sowie Meldungen von neu angestelltem Lehrpersonal. Ein Hauptstreitpunkt ist der oft verspätete Eintritt von Schülern mitten im Schuljahr.
Zu den laut ärztlichem Zeugnis „kränklichen“ Kindern gibt es eine Schilderung von Annette von Aretin, der ersten Fernsehansagerin in Bayern:

„Im Herbst 1926 … kam ich in die Ebermayerschule, wie vorher schon meine Schwester und etwas später meine beiden Brüder. Es war eine Privatschule, für die Schulgeld gezahlt werden mußte, und bei deren Gründung 1897 die Wogen offenbar hochgingen. Die beiden Schwestern Ebermayer, die als Malerinnen nur begrenzt Erfolg hatten, bekamen ohne diesbezügliche Ausbildung von der königlichen Kreisregierung Oberbayern die Errichtung einer Privatvolksschule für kränkliche Kinder genehmigt. Dagegen liefen der Magistrat, das Schulreferat und das Rathausplenum Sturm, wie eine Zeitung 1897 schrieb, und prompt kamen Leserzuschriften, zum Beispiel: «Das Fräulein scheint zu glauben, daß ihre Eigenschaft als Tochter eines Universitätsprofessors die mangelnde Befähigung zum Lehrberuf zu ersetzen vermöge.» Oder: «Ernestine Ebermayer verdiene für den Versuch, der Stadtgemeinde eine Privatschule aufzutrotzen, eine energische Frivolitätsstrafe.» Das mit der Frivolitätsstrafe scheint nicht geklappt zu haben, denn am 28. September 1903 existierte die Schule noch immer, wie aus einem Sitzungsbericht des prüfenden Stadtschulinspektors Schmidt hervorgeht. Er hatte sich, um informiert zu sein, die betreffende Akte durchgesehen und stieß auf diverse ärztliche Zeugnisse. «Ich hatte daraus entnommen, daß die Kinder der vornehmsten Familien kränklich sind, und es hat mich Mitleid mit den Kindern und mit den Eltern erfaßt, deren Kinder körperlich so arg zurückgeblieben sein sollen … Als ich nun in das Schullokal eintrat, sah ich großgewachsene, kräftige, frische, lustige, fröhliche Kinder, die allerdings auch Gutes geleistet haben.» Und dabei blieb es bis zu meiner Zeit. Was es mit der Kränklichkeit auf sich hatte, war nicht herauszubekommen.“

## Schließung der Schule
Die Schule wurde 1938 geschlossen. Die Leiterin Ernestine Ebermayer war im März 77 Jahre alt geworden.
Ihr Neffe (Cousin) Erich Ebermayer hat dazu in seinem Tagebuch folgendes berichtet:

„Berlin, 7. April 1936 … Rust hat durch einen Erlaß den Abbau der privaten Vorschulen angeordnet. Diese Maßnahme wird meine alten Cousinen in München hart treffen, die dort seit 40 Jahren ihre ‚Ebermayer-Schule‘ zu großem Ruf gebracht haben. Es ist eine Eliteschule nach englischem Muster . . . Sie war strenger als die Volksschulen, der Rohrstock trat häufig in Aktion, von einer Verwöhnung der Aristokraten- und Plutokratenkinder konnte keine Rede sein. Sie gab eine erstklassige Vorbildung für das Gymnasium. Dem Zuge der großen Gleichmacherei ist nun auch dieser Schultyp zum Opfer gefallen.“

## Prominente Schülerinnen und Schüler
Der Schüler Ludwig Schnorr v. Carolsfeld (1903–1989, Prof. der Rechte in Königsberg und Erlangen, ein Nachkomme der berühmten Malerdynastie) ist bis 10. September 1912 vom Unterricht befreit.
Lt. Meldung der Schulleiterin vom 17. November 1912 sind Erika Mann und Klaus Mann am 24. Oktober 1912 in die Schule eingetreten.
„Erika und Klaus empfingen unterdessen die Anfänge der Bildung in der Privatschule des gütig-strikten Fräulein Ebermayer, deren Institut eine ganze Rotte von Buben und Mädchen aus der Nachbarschaft aufsuchte.“
„Den langen Schulweg durch den Englischen Garten bis nach Schwabing (wo Fräulein Ebermayer wirkte), machte eine ganze Gruppe von Herzogpark-Kindern gemeinsam: Gretel Walter, wir, Ricki, die hübschen Söhne und das schnippische Töchterlein des Generals Krafft von Delmensingen.“
Mit Schreiben vom 17. September 1917 wird der Schuleintritt von Clemens von Fugger gemeldet.
Prinzessin Irmingard von Bayern berichtet in einem Kapitel Privatschule folgendes:

„Nach einiger Zeit Privatunterricht beim guten Lehrer Breg wurden Heinrich und ich in eine öffentliche Schule geschickt, damit wir den Umgang mit anderen Kindern lernen sollten. Ausgesucht wurde eine Privatschule, die von zwei alten Schwestern Ebermayer geführt wurde. … Die meisten stammten aus gutbürgerlichen Familien, Söhne und Töchter von Rechtsanwälten, Ärzten und Münchner Geschäftsleuten. Auch einige Adelige waren darunter, wie die Söhne des Prinzen Arenberg und die Söhne des Herrn von Rauscher, der das Vermögen unserer Familie verwaltete.“